# Fondaco di Lido Sant'Angelo
Il Fondaco di Lido Sant'Angelo è un fondaco ubicato al Lido Sant'Angelo di Rossano, area urbana del comune di Corigliano-Rossano in Calabria.

## Storia
Il fondaco è stata la più importante struttura daziale calabrese. Per più di sei secoli, infatti, ha reso la città il cuore pulsante della vita sociale, politica ed economica dell'intero comprensorio dell'Alto Jonio Calabrese. Il dibattito sulla sua importanza, è emerso, tra l'altro, negli ultimi tempi, grazie all'analisi storica del giornalista Marco Le Fosse.
L'estensione storica dell'attività del fondaco, che abbraccia il periodo bizantino e normanno, consente di affermare che Rossano, più che ai trascorsi bizantini, debba all'importanza della struttura daziaria il fatto che sia stata, per secoli, il principale centro economico della Calabria. L'intero organismo politico-erariale del borgo mercantile, infatti, influì in modo incisivo sull'evoluzione della città e di tutto il comprensorio. Le rare cronache del tempo, inoltre, ricordano l'assidua presenza di armatori trafficanti della Serenissima, tanto che si suppone che la struttura fosse sotto il controllo di mercanti veneziani.

## Descrizione
Il fondaco fu un centro fortificato, posto in riva al mare, atto a difendere e diffondere le ricchezze del territorio. Ad attestarne l'esistenza resta l'attuale Torre Sant'Angelo, costruita proprio per salvaguardare l'allora struttura doganale dalle incursioni arabo-turchesche. Nel periodo medievale, tra l'altro, il fondaco era attrezzato di chiese, banchi di scambio, magazzini.
Il centro amministrativo della struttura era situata nel cuore della città, presumibilmente tra Piazza Steri e Piazza Toscano Mandatoriccio, mentre i magazzini nella zona marina. Un'attenta analisi storica delle fonti fa emergere che la stessa principessa Bona Sforza, tra il 1543 ed il 1564 fece fortificare la Torre, la quale, successivamente, divenne deposito privato dei grandi imprenditori del regno.
Gli uffici mercantili erano diversi. Nel fondaco operavano il credenziero addetto alla stima delle merci d'imbarco e responsabile dell'intera struttura. Vi era, poi, il sostituto dell'arredamento dei ferri, colui che sottoscriveva le bollette di spedizione. Il misuratore delle vettovaglie, invece, sovrintendeva alla misurazione delle mercanzie.
Le merci trattate nel fondaco erano tra le più diverse. Dall'archivio portato alla luce dallo storico locale Francesco Joele Pace, la lista sembra davvero curiosa. Dai noti prodotti agricoli come l'olio, gli agrumi, la frutta, il bestiame e la rinomata liquirizia, fino ad arrivare al lino, lo zucchero, il sapone, pelli di volpe, di scoiattolo, di gatto, di faina e di martora. La
struttura fu di richiamo anche per mercanti genovesi e fiorentini che lasciarono a Rossano tracce indelebili del loro passaggio.
In base alle fonti storiche fornite dal prof. Francesco Joele Pace prima, dalla Famiglia Amantea e dalla Marchesa Jacobella Martucci di Scarfizi poi, si potrebbe individuare nel palazzo posto a sud-est della Torre Stellata (in foto, edifici contrassegnati dalla lettera A), la cosiddetta “casina”. 
Essa custodiva al suo interno, nel piano terreno, la mercanzia più pregiata, quali oro e seta. Non si esclude, tra l'altro, che proprio in essa esistesse un antico “monte di deposito”, paragonabile ad un'odierna banca. I depositi, al contrario, dove venivano collocate le numerose merci da esportare, erano situati nella zona ovest e sud-ovest, rispetto alla fortezza (alla lettera B).
Nei lavori di restauro di qualche anno fa furono rinvenuti, sul pavimento del magazzino, grandi orci interrati che, probabilmente, contenevano l'olio ed il vino da imbarcare. Nell'ampio spazio, a nord-est (C), di fianco all'attuale chiesetta, un imponente recinto murario, il più protetto dell'intero impianto daziario. Al suo interno, con molta probabilità, si commercializzavano i manufatti.
Ancora più ovest, sulle sponde del fiume Citrea, (E), esisteva un antico opificio. Alcune fonti storiche vorrebbero, tra l'altro, che qui vi fosse, addirittura, una fonderia dedita alla lavorazione del ferro battuto.
L'attuale piazzale rettangolare (D), posto a sud della Torre, deriva, indubbiamente, dalla piazza originaria; oggi esso è rialzato di circa un metro, rispetto alla precedente, che rappresentava un vero e proprio foro cittadino, tanto da eliminare ogni dubbio sulla effettiva importanza strategica e sociale del fondaco.